# 니가타현
니가타현(일본어: 新潟県 니가타켄[*])은 일본 주부 지방(호쿠리쿠 지방) 동해 연안에 있는 현이다. 현청 소재지는 니가타시이다.

## 개요
혼슈의 중북부에 위치하여 북동쪽에서 남서쪽으로 가늘고 긴 영역을 갖고 있다. 낙도인 사도가섬, 아와시마섬도 포함한다. 일본 유수의 쌀 생산지로 알려져 있다. 면적은 약 12,584 km2로 47개 도도부현 가운데 5위이다. 해안선의 길이는 약 634.0 km이다.
인구는 약 210만 명으로 47개 도도부현 가운데 15위(2019년 추계치). 자세한 내용은 #인구에서 후술한다.
일본의 지역 구분에서는 주부 지방 또는 보다 세분하여 호쿠리쿠 지방(호쿠리쿠 4현)으로 취급하기도 한다.
간토고신에쓰(광역간토권)이나 신에쓰 지방라고 불리듯이, 간토 지방이나 인접한 나가노현과의 관계가 깊다. 일찍이 조에쓰 신칸센이나 간에쓰 자동차도 등이 정비되어 대도시 중에서 도쿄와의 연결이 강하게 되었다.

### 현내의 분류
니가타현은 일반적으로 지리적 관점에서 조에쓰 지방, 주에쓰 지방, 가에쓰 지방, 사도 지방의 네 지역으로 크게 구분된다.
- 조에쓰 지방 - 현의 서부. 조에쓰시, 이토이가와시, 묘코시의 3개 시로 구성된다.[5]
- 주에쓰 지방 - 현의 중부. 나가오카시, 산조시, 가시와자키시, 미나미우오누마시 등으로 구성된다.[5]
- 가에쓰 지방 - 현의 북동부. 니가타시, 시바타시, 무라카미시, 쓰바메시 등으로 구성된다.[5]
- 사도 지방(일본어판) - 사도가섬. 사도시만으로 구성된다.[5]

상세는 #지역에서 후술한다.

### 주요 도시
주요 도시로서는 인구 순으로 다음의 3개 시가 있다. 이들은 각 지방의 최대 도시이기도 하다.
- 니가타시(가에쓰 지방)-80만명 이하. 정령지정도시.
- 나가오카시(주에쓰 지방)-26만명 이상. 시행시특례시.
- 조에쓰시(조에쓰 지방)-19만명 이하. 시행시특례시.

이외에도 인구가 많은 순으로 시바타시, 산조시, 가시와자키시, 쓰바메시, 무라카미시, 미나미우오누마시, 사도시, 도카마치시 등이 있다(이상 인구 5만 이상 도시. 2021년 1월 1일 시점)
상세는 #도시에서 후술한다.

### 연혁

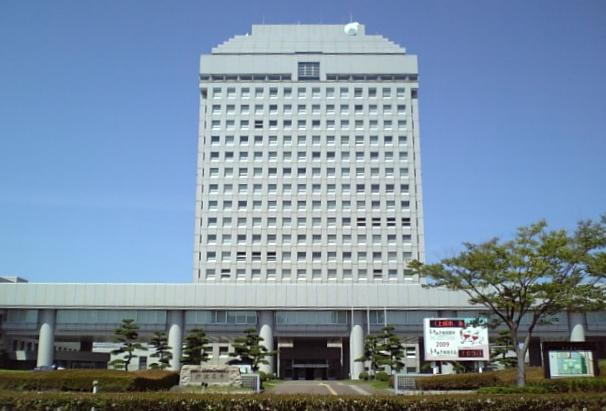
니가타현청

현명은 현청 소재지인 니가타시에서 유래한다.
고대에는 고시국의 영토였다.
고키시치도 체제 하에서는 호쿠리쿠도의 동쪽 절반을 차지하였으며, 율령국으로는 에치고국(越後国)과 사도국(佐渡国)의 합이 전체 영역과 같다. 이 둘의 이름을 조합하여 엣사(越佐)로 호칭한 적도 있다.
메이지 유신과 폐번치현 직후에는 현재 니가타현에 해당하는 영역에 13개의 번이나 현이 병립하고 있었다. 이후 합병을 통해 1876년이 되면 (구) 니가타현·가시와자키현·아이카와현의 3개 현이 성립한다. 이 셋이 통합하여 현재의 니가타현과 거의 같은 영역을 갖게 되었다.
이후 1886년 후쿠시마현으로부터 히가시칸바라군을 이관받음으로써 현재의 니가타현의 모양이 완성되었다.
상세는 #역사에서 후술한다.

### 현장
현장은 '新'을 흘려쓴 것을 중앙부 위쪽에 두고, 그 주변을 'ガタ'를 둥글게 도안화하여 감싼 것이다. 현장과는 별도로 심볼 마크도 제정되어 있다.

### 인접하는 도도부현
이하의 5개 현과 접한다.
- 야마가타현(북측)
- 후쿠시마현(동측)
- 군마현(남측)
- 나가노현(남서측)
- 도야마현(서측)

## 지리

에치고평야 주변의 지형도

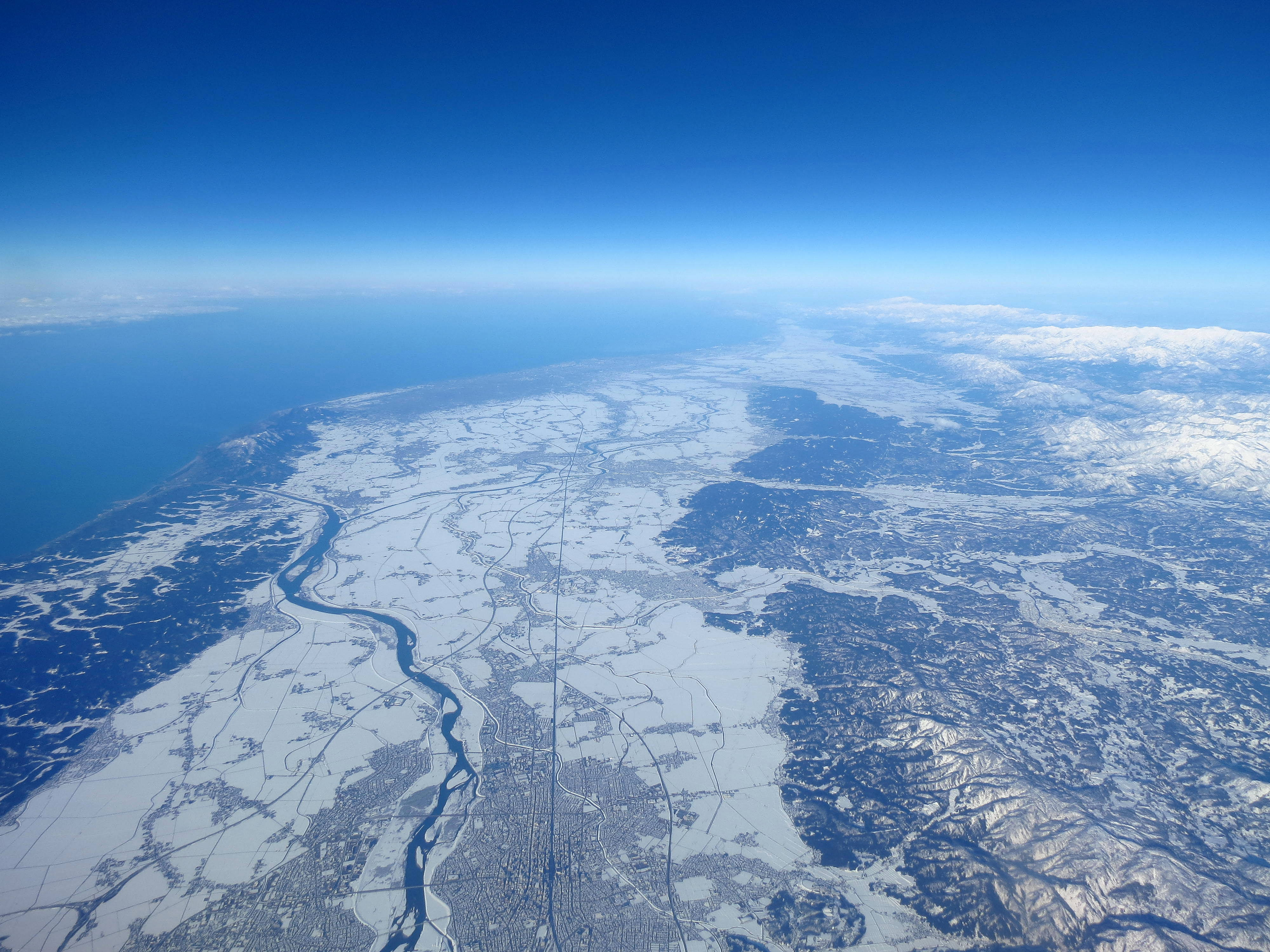
상공에서 촬영한 겨울의 니가타현(가까운 쪽은 나가오카시 중심부, 안쪽은 동해)

니가타현은 일본의 전통적인 지방 구분으로는 주부 지방에 속해 있다. 이 지방 구분은 메이지 시대부터 사용되었으며, 현재도 학교에서 가르치고 있다.
지리적으로 니가타현은 이 주부 지방에서 동해에 접하는 호쿠리쿠 지방에 속한다. 그러나 호쿠리쿠 지방의 도야마현, 이시카와현, 후쿠이현이 경제적, 문화적으로 긴키 지방의 영향력이 강한 반면, 니가타현은 고속 교통망 정비에 따라 도쿄 및 간토 지방의 영향력이 강해졌다.
이 때문에 현재는 나가노현, 야마나시현과 함께 고신에쓰 지방, 더욱 간토 지방과 합쳐서 "간토 고신에쓰 지방"이라고 말하는 것이 일반적이다. 야마나시 현을 제외하고 "신에쓰(信越) 지방", 또한 이와 호쿠리쿠 지방을 합쳐서 "호쿠신에쓰(北信越) 지방"이라고 하는 경우도 있다.
또 니가타현은 위치가 도호쿠 지방에도 가깝고, 특히 동부의 가에쓰 지방에서는 도호쿠 지방의 후쿠시마현에서 흘러온 강이 흐르고 있거나 방언과 기후 등이 후쿠시마 현, 야마가타현과 유사하기도 한다. 더욱 센다이시에 본사가 있는 도호쿠 전력이 도호쿠 지방의 여섯 현과 함께 니가타현에도 전기를 공급하고 있다. 따라서 도호쿠 지방의 경제인을 중심으로 니가타현을 도호쿠 지방에 포함하는 경우도 있다. 산이 많기 때문에 일본에서는 유명한 관광지가 많으며, 다설 지역이라 스키장이 많아서 각급 학교의 수학여행지나 대도쿄권 지역의 대학생들이 MT 장소로 사용하기도 한다.

### 지세·지형
북서쪽은 동해에 면한다. 북동쪽에서 남서쪽까지 아사히 산지, 에치고 산맥, 구비키 산괴 등의 산들에 둘러싸여 다른 현들과의 현경을 이루고 있다.
에치고 산맥으로부터 흘러나오는 시나노강과 아가노강의 유역(현의 중북부)에 에치고평야가 펼쳐져 있다. 시나노강은 일본에서 가장 긴 하천이기도 하다. 에치고평야는 일본에서 두번째로 넓은 충적 평야이며 동해 연안에서는 최대 면적이다.
또한 구비키 산괴의 야케야마산에서 흘러나오는 세키카와강의 유역(현의 서부)에는 다카다평야이 펼쳐져 있다.
- 주요 산맥·구릉: 에치고산맥, 미쿠니산맥, 히다산맥, 아사히 산지, 이데 산지, 구시가타산맥, 구비키 산괴, 히가시쿠비키 구릉, 우오누마 구릉, 니쓰 구릉
- 주요 산: 묘코산, 학카이산, 마키하타산, 우사기다케산, 긴조산, 사카도산, 야히코산, 에치고코마가타케산, 긴포쿠산, 니가타 야케야마산, 요네산, 나에바산, 고렌게산, 히우치산, 이데산, 스몬다케산, 고즈산, 니노지다케산, 나카노다케산, 히라가타케산, 유키쿠라다케산, 아사히다케산, 사부류산, 다니가와다케산
- 주요 고개: 하치쥬리고에, 로쿠쥬리고에, 미쿠니고개, 시미즈고개, 소자고개, 구즈바고개, 노지리자카고개
- 주요 평야: 에치고평야, 다카다평야, 구니나카평야
- 주요 분지: 우오누마 분지, 토카마치 분지
- 주요 강: 시나노강, 아가노강, 시부미강, 우오노강, 아라카와강, 미오모테강, 세키카와강, 히메카와강, 고쿠후강, 이카라시강
- 주요 호수·석호: 가모호, 효코호, 오쿠타다미호, 후쿠시마 석호, 도야노 석호, 사카타 석호
- 주요 유인도: 사도가섬, 아와시마섬

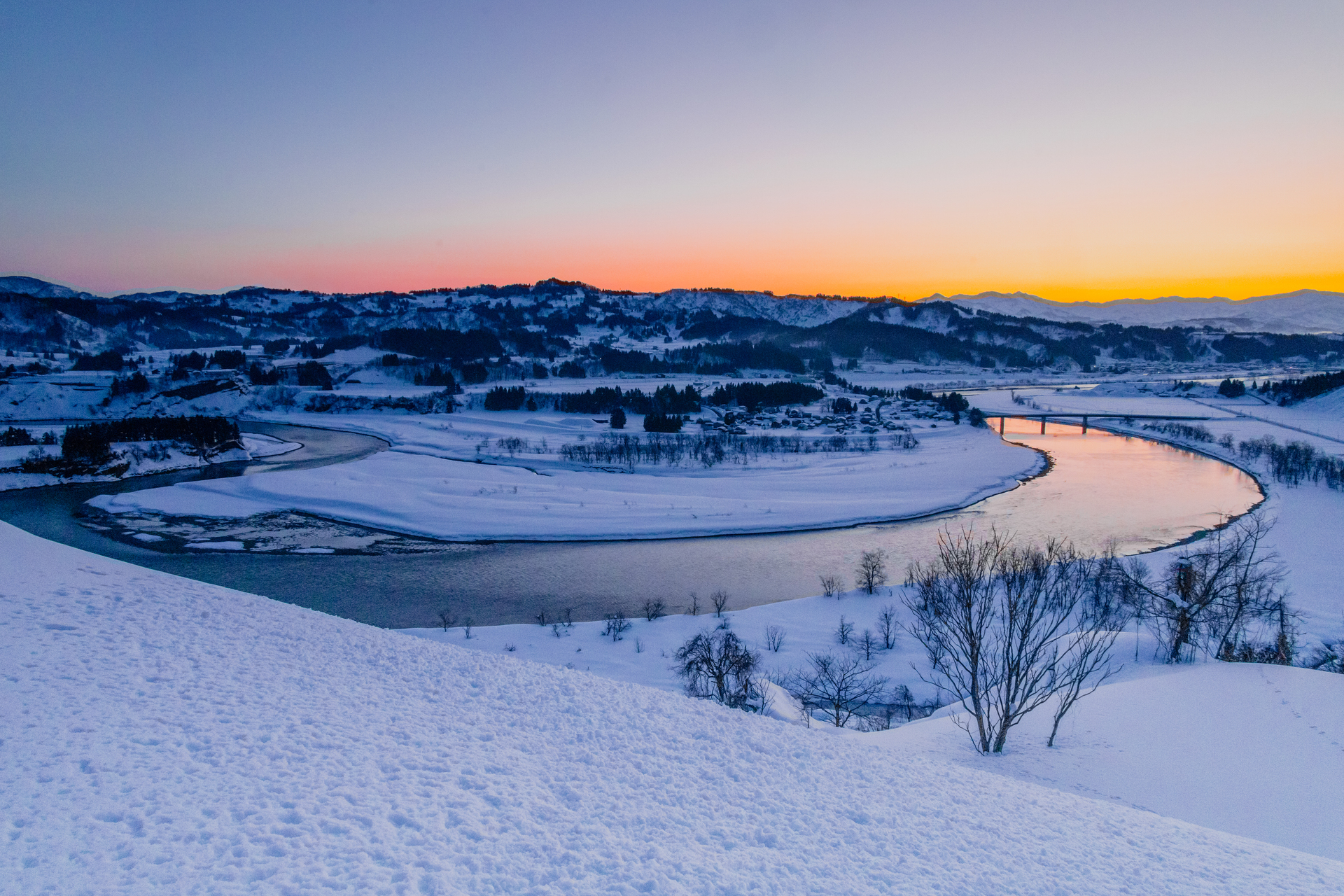
시나노강
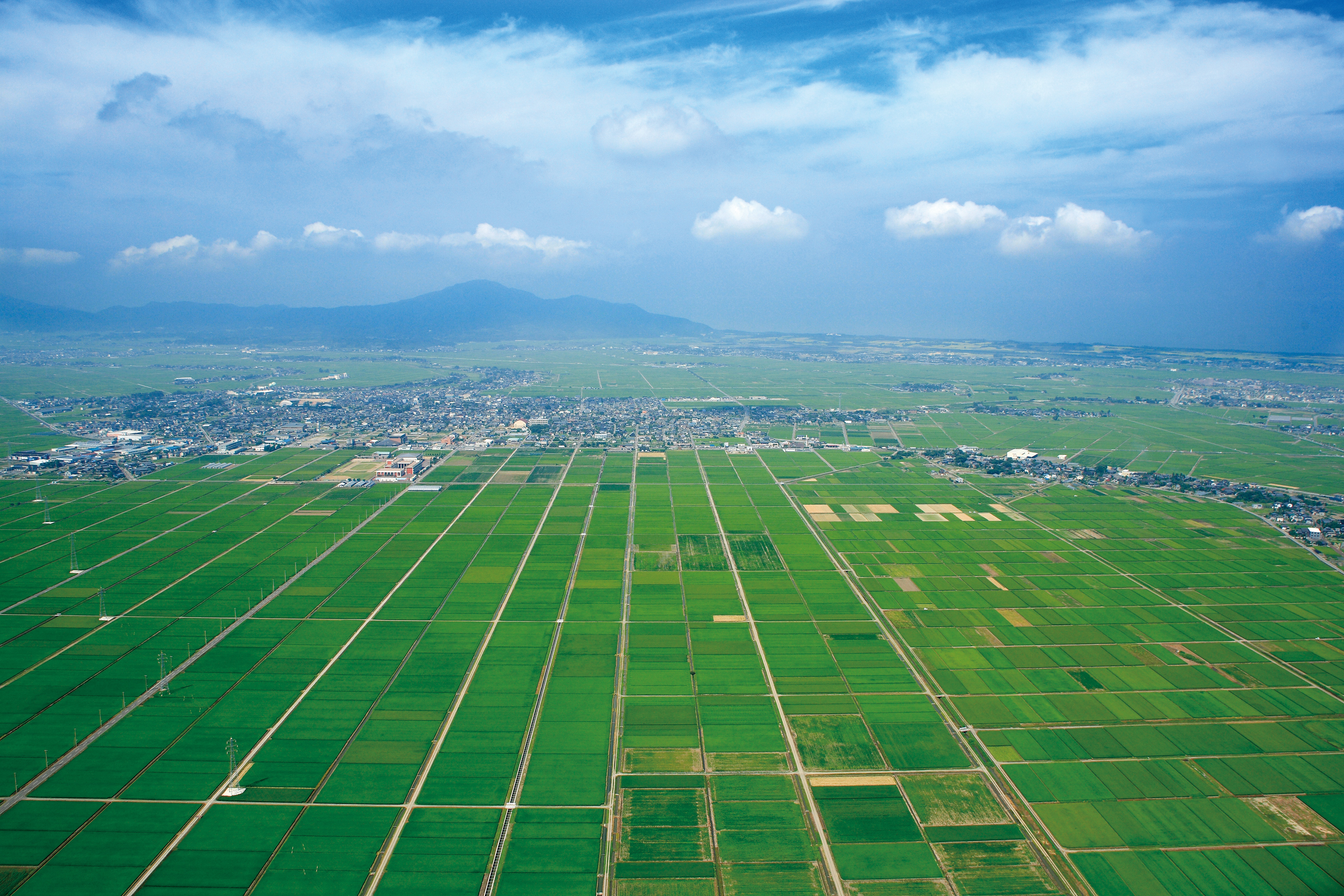
에치고평야
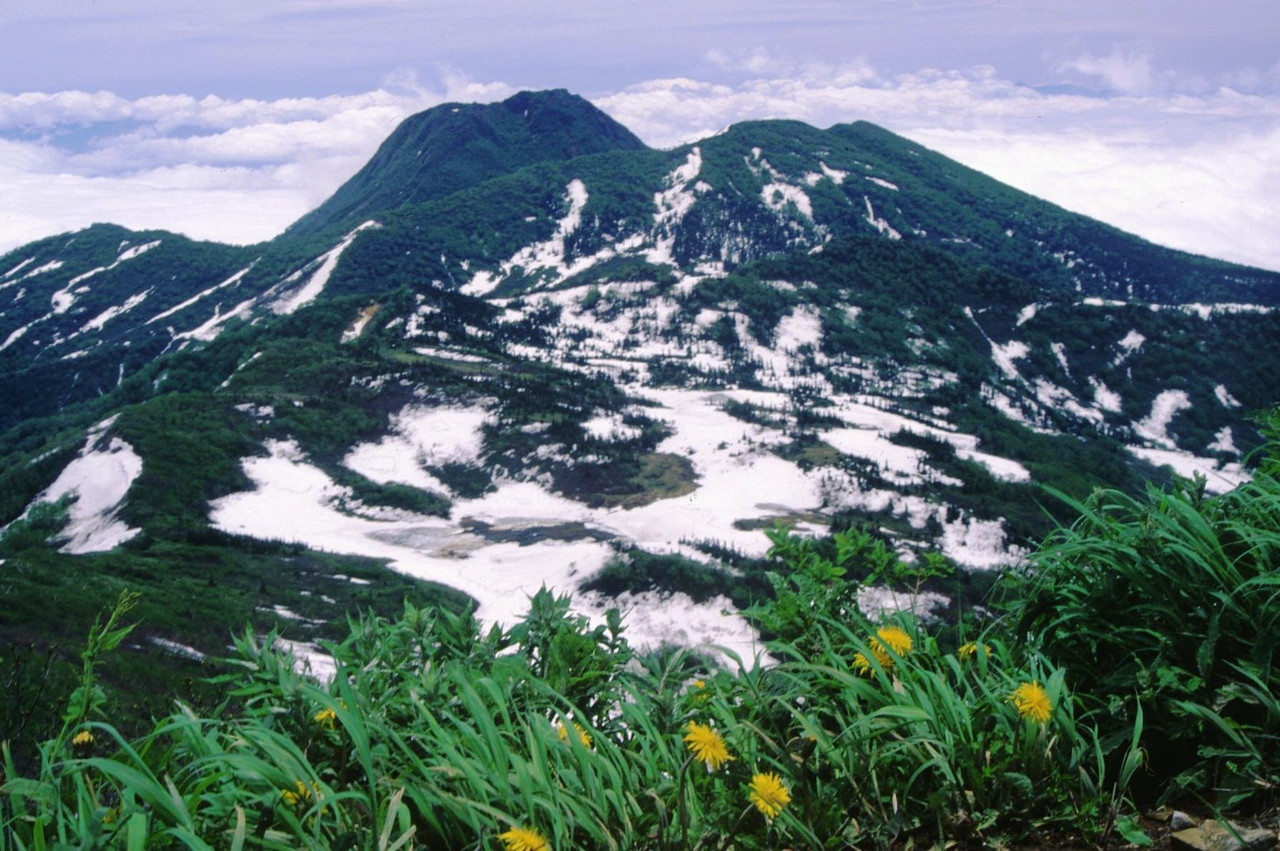
묘코산
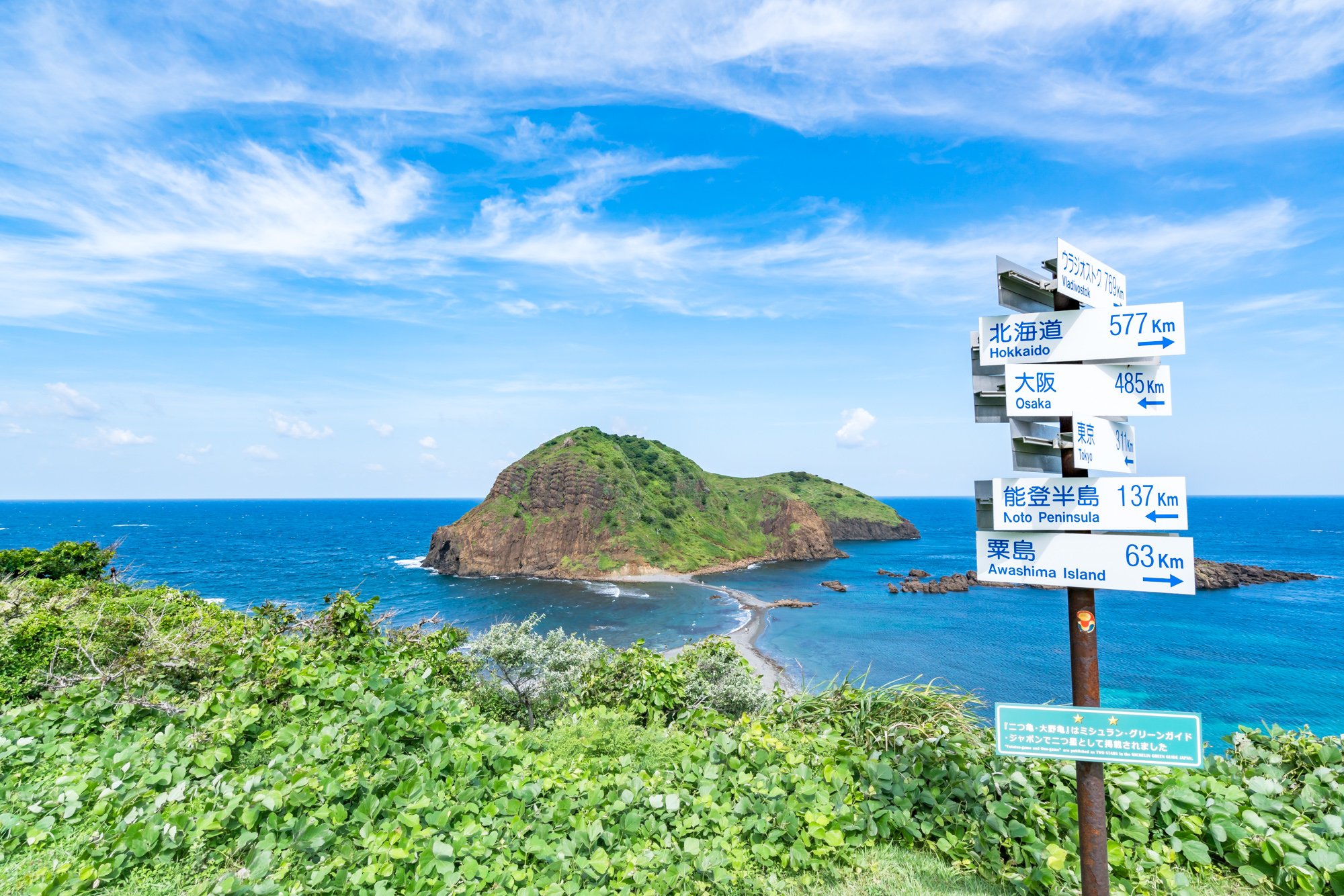
사도가섬의 후타츠가메
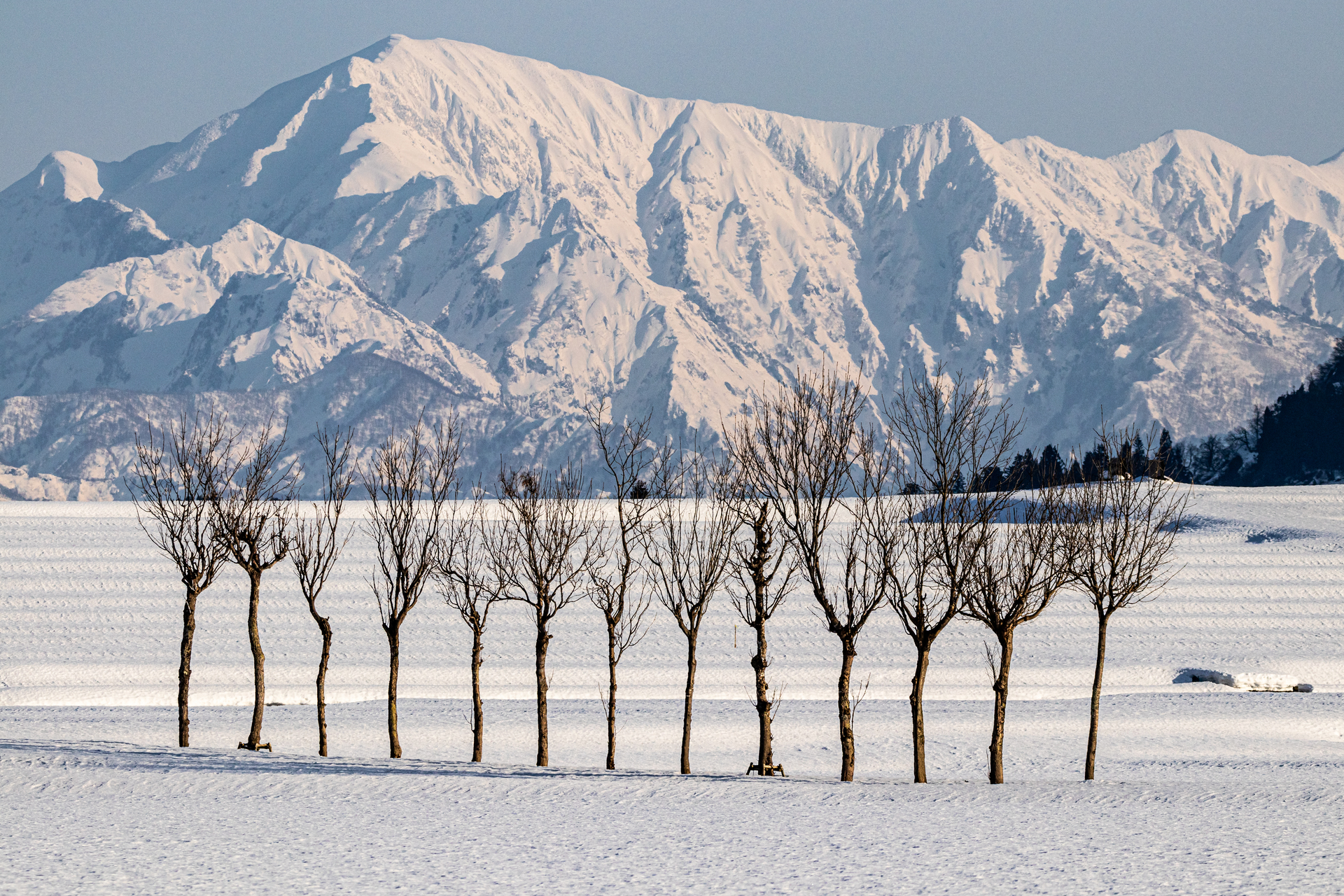
볏단걸이 나무와 에치고 3산

### 공원

#### 자연공원
- 국립공원: 반다이아사히 국립공원, 오제 국립공원, 조신에쓰 고원 국립공원, 묘코토 가쿠시 렌잔 국립공원, 중부 산악 국립공원
- 국정공원: 사도 야히코 요네산 국정공원, 에치고 산잔 타다미 국정공원
- 현립자연공원: 우오누마연봉 현립자연공원

#### 도시공원
- 국영공원: 국영 에치고 구릉 공원

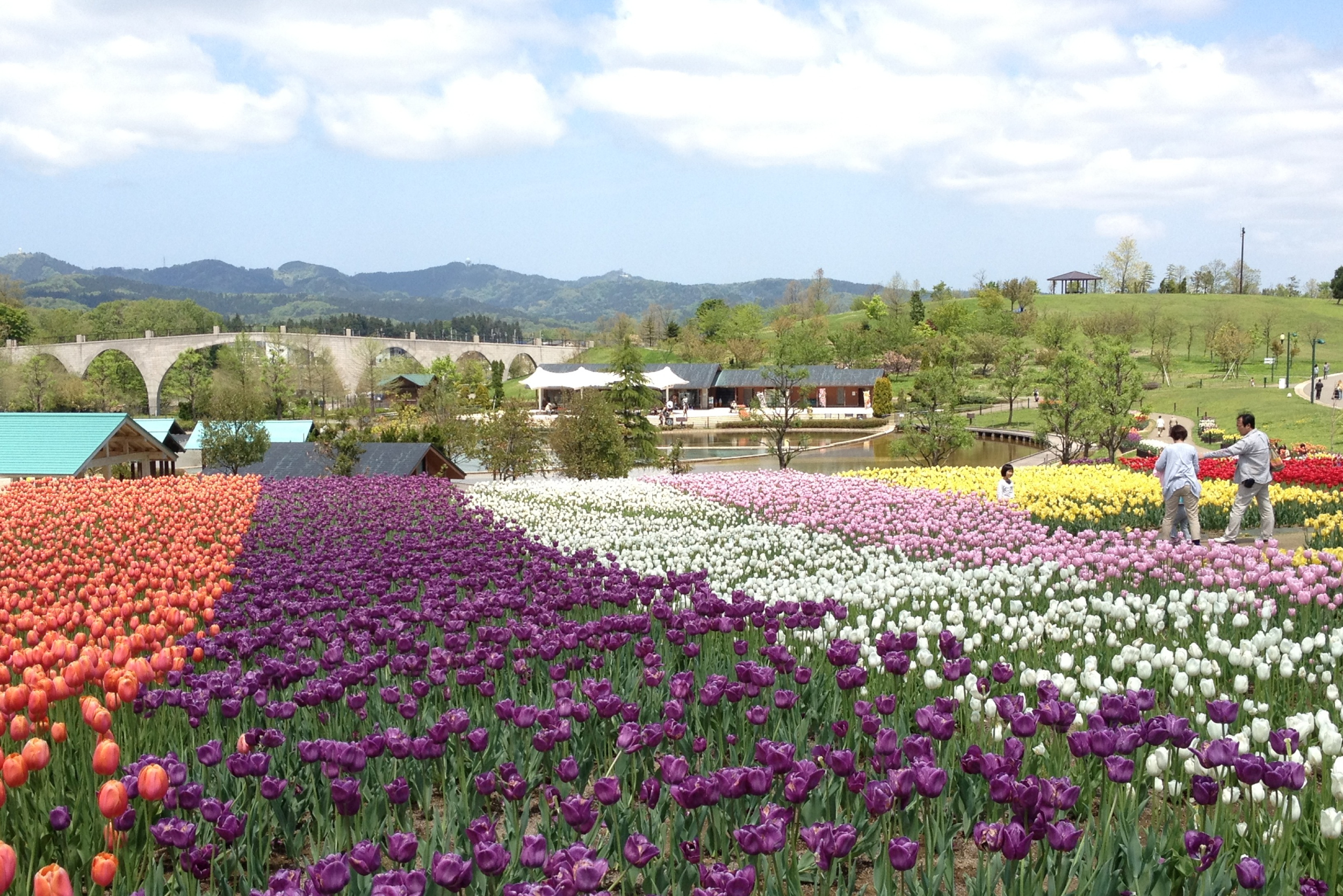
에치고 구릉 공원

## 역사
니가타현의 육지부는 옛날은 에치고국(越後国)로 불리고 있었다. 고신에쓰 지방(甲信越地方)의 '에쓰'(越)는 '에치고'(越後)의 두문자이다.
고대에는 현재의 도야마현, 이시카와현, 후쿠이현을 포함한 고시국(越国)으로 불렸으나 일본의 중심이었던 교토에서 가까운 순으로 전중후로 나누어 에치젠국, 엣추국, 에치고국으로 분할되었다. '에치젠'은 현재의 후쿠이현 중·북부, 엣추는 현재의 도야마현이다. 현재의 이시카와현은 원래 에치젠국에 속했으나 이후 가가국, 노토국으로 분리되었다. 사도가섬은 사도국이라는 독립된 명칭으로 불리고 있었다.
지금부터 약 450년전의 센고쿠 시대에는 우에스기 겐신이 활약하였다. 현재의 야마나시현을 중심으로 나가노현 남부, 시즈오카현 동부를 통치한 다케다 신겐과 치열하게 다투었다. 에도 시대 말에는 니가타항이 요코하마항, 하코다테항, 고베항, 나가사키항과 함께 개설되었다.

## 인구
|                                              | |
| 니가타현의 전국의 연령별 인구 분포（2005년） | 니가타현의 연령·남녀별 인구 분포（2005년）                                                                             |
| ■자주색 ― 니가타현 ■녹색 ― 일본전국          | ■파랑색 ― 남자 ■빨간색 ― 여자                                                                                          |
| · 니가타현의 인구추이                        | |
| 일본 총무성 통계국 국세조사 결과             | |
|                                              | 기술적 문제로 인해 그래프를 일시적으로 사용할 수 없습니다. 파브리케이터와 미디어위키 위키에 더 자세한 정보가 있습니다. |

| 연도  | 인구      | ±% p.a. |
| ----- | --------- | ------- |
| 1880  | 1,546,338 | —       |
| 1890  | 1,693,727 | +0.91%  |
| 1903  | 1,780,123 | +0.38%  |
| 1913  | 1,911,308 | +0.71%  |
| 1920  | 1,776,474 | −1.04%  |
| 1925  | 1,849,807 | +0.81%  |
| 1930  | 1,933,326 | +0.89%  |
| 1935  | 1,995,777 | +0.64%  |
| 1940  | 2,064,402 | +0.68%  |
| 1945  | 2,389,653 | +2.97%  |
| 1950  | 2,460,997 | +0.59%  |
| 1955  | 2,473,492 | +0.10%  |
| 1960  | 2,442,037 | −0.26%  |
| 1965  | 2,398,931 | −0.36%  |
| 1970  | 2,360,982 | −0.32%  |
| 1975  | 2,391,938 | +0.26%  |
| 1980  | 2,451,357 | +0.49%  |
| 1985  | 2,478,470 | +0.22%  |
| 1990  | 2,474,583 | −0.03%  |
| 1995  | 2,488,364 | +0.11%  |
| 2000  | 2,475,733 | −0.10%  |
| 2005  | 2,431,459 | −0.36%  |
| 2010  | 2,374,450 | −0.47%  |
| 2015  | 2,305,098 | −0.59%  |
| 2020  | 2,227,496 | −0.68%  |
| 출처: |           |         |

## 지역

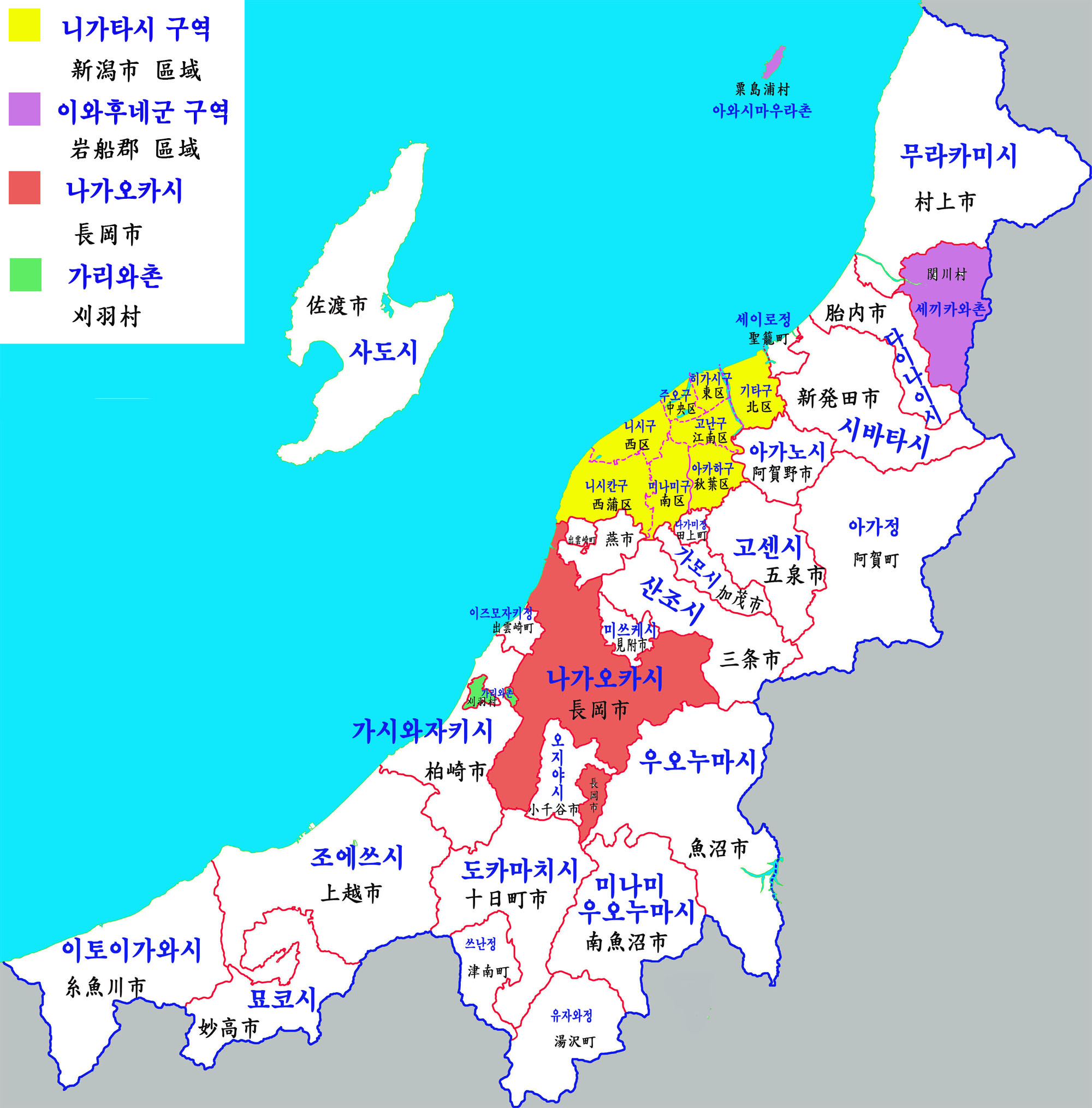
니가타현의 지도

니가타현에는 2000년 12월 현재 기초자치단체인 시정촌이 112개(시 20개, 정 57개, 촌 35개) 있었으며 홋카이도, 나가노현 다음에 일본에서 3번째로 시정촌 수가 많았으나 일본 전국에서 정부 주도로 진행된 시정촌 통합 흐름에 따라 2006년 3월말까지 35개 시정촌(시 20개, 정 9개, 촌 6개)으로 감소되었다.
니가타현은 옛날에 에치고국이었던 육지부와 동해의 사도가섬으로 구성되어 있다. 육지부는 또한 조에쓰 지방, 주에쓰 지방, 가에쓰 지방의 세 지방으로 구분되어 있다. 이는 에치고(越後)의 越에 교토에서 가까운 순서대로 상중하로 나눠서 명명한 것이다.

### 조에쓰 지방
에치고국 내에서 가장 서쪽에 위치하며 교토, 오사카에 가장 가깝다. 기후, 문화적으로 호쿠리쿠 지방의 세 현의 영향이 강하다.
중심 도시인 조에쓰시(上越市)는 1946년, 옛날의 성시였던 다카다시(高田市)와 동해에 접하는 항구 도시 나오에쓰시(直江津市)가 통합된 시이다. 또한 2005년 1월 1일에 주변의 13개 시정촌을 편입했다.
- 조에쓰시(上越市)
- 이토이가와시(糸魚川市)
- 묘코시(妙高市)

### 주에쓰 지방
나가오카시(長岡市)를 중심으로 한 지역이며, 니가타현 중에서 도쿄 및 간토 지방의 영향력이 제일 강하다. 또한 니가타현 중에서도 제일 눈이 많고, 산간 지역에서는 겨울에 4 m 정도 눈이 쌓인다. 고급 쌀, 정종, 감상용 잉어, 기모노 등의 산지인데, 2004년에 니가타현 주에쓰 지진, 2007년에 니가타현 주에쓰 해역 지진으로 큰 피해를 입었다. 일본 정계의 실력자로 알려진 다나카 가쿠에이 전 총리의 출신지이기도 하다.
- 나가오카시(長岡市)
- 산조시(三条市)
- 가시와자키시(柏崎市)
- 오지야시(小千谷市)
- 가모시(加茂市)
- 도카마치시(十日町市)
- 미쓰케시(見附市)
- 우오누마시(魚沼市)
- 미나미우오누마시(南魚沼市)
- 미나미칸바라군(南蒲原郡)
  - 다가미정(田上町)
- 산토군(三島郡)
  - 이즈모자키정(出雲崎町)
- 미나미우오누마군(南魚沼郡)
  - 유자와정(湯沢町)
- 나카우오누마군(中魚沼郡)
  - 쓰난정(津南町)
- 가리와군(刈羽郡)
  - 가리와촌(刈羽村)

### 가에쓰 지방
현청 소재지인 니가타시를 중심으로 한 지역이다. 에치고국 내에서 교토에서 가장 먼 지역으로 옛날에는 발전이 더뎠지만, 에도 시대 말에 니가타항이 개설된 이후에는 니가타현의 중심지가 되었다. 아가노강(阿賀野川) 이북은 기후, 문화적으로 도호쿠 지방의 영향이 강하다.
- 니가타시(新潟市) - 현청 소재지
  - 기타구(北区) - 히가시구(東区) - 주오구(中央区) - 고난구(江南区) - 아키하구(秋葉区) - 미나미구(南区) - 니시구(西区) - 니시칸구(西蒲区)
- 시바타시(新発田市)
- 무라카미시(村上市)
- 쓰바메시(燕市)
- 고센시(五泉市)
- 아가노시(阿賀野市)
- 다이나이시(胎内市)
- 기타칸바라군(北蒲原郡)
  - 세이로정(聖籠町)
- 니시칸바라군(西蒲原郡)
  - 야히코촌(弥彦村)
- 히가시칸바라군(東蒲原郡)
  - 아가정(阿賀町)
- 이와후네군(岩船郡)
  - 세키카와촌(関川村), 아와시마우라촌(粟島浦村)

### 사도 지방
사도가섬에는 10개 시정촌이 있었으나 2004년 3월 1일에 모두 통합하여 사도시가 발족했다.
- 사도시(佐渡市)

## 산업
니가타현의 농산물은 쌀이 중심으로 생산량은 일본 내 1위이며, 특히 고시히카리라는 쌀 품종의 생산이 활발하다. 또한 주에쓰(中越) 지방의 우오누마(魚沼) 지역에서 생산되는 것은 고급 쌀로서 유명하다. 또한 주에쓰 지방에서는 수박의 생산도 활발하다.
사도가섬(佐渡島)에는 옛날에 금광이 있었으나 1989년에 폐쇄되었다. 동해 연안에는 규모가 세계적으로도 유수한 도쿄 전력 가시와자키 가리와 원자력발전소가 있다. 또한 일본에서는 드문 원유 산지이기도 하다.